# Cottiusculus
Cottiusculus is een geslacht van straalvinnige vissen uit de familie van donderpadden (Cottidae).

## Soorten
- Cottiusculus gonez Jordan & Starks, 1904
- Cottiusculus schmidti Jordan & Starks, 1904
- Cottiusculus nihonkaiensis Kai & Nakabo, 2009